# Техасский энергетический кризис (2021)
Техасский энергетический кризис — серьёзный энергетический кризис, произошедший в феврале 2021 года в штате Техас в результате трёх сильных зимних штормов, охвативших Соединённые Штаты 10-11, 13-17, и 15-20 февраля. Он сопровождался массовыми сбоями выработки электроэнергии и как следствие дефицитом воды, продуктов и теплоснабжения. Более 4,5 миллионов домов и предприятий остались без электричества, некоторые из них на несколько дней. С этим происшествием прямо или косвенно связана гибель не менее 151 человека.
Хотя официальные лица штата, в том числе губернатор-республиканец Грег Эбботт первоначально обвиняли в отключениях замёрзшие ветряные турбины и солнечные батареи, основной причиной было недостаточно подготовленное к зиме оборудование, работающее на природном газе. Кроме того, Техас изолировал свою энергосистему от двух основных национальных сетей, чтобы избежать федерального надзора и дерегулировать свой энергетический сектор, что затруднило импорт электроэнергии из других штатов.
Кризис привлёк большое внимание к неподготовленности штата к таким погодным аномалиям. Получил широкую известность факт, что десятью годами ранее федеральные регулирующие органы США опубликовали отчёт, в котором администрация Техаса предупреждалась о возможных авариях энергосистемы в результате сильных холодов. Ущерб от отключений электроэнергии оценили в 195 млрд долл., что сделало их самой разрушительной катастрофой в истории Техаса. По заявлению Совета по надёжности электроснабжения Техаса (ERCOT), энергосистема Техаса находилась в «секундах или минутах» от полного отказа, когда было принято решение о частичном отключении потребителей. Во время кризиса одни энергетические компании заработали миллиарды долларов прибыли благодаря тому, что смогли переложить на потребителей чрезвычайно высокие оптовые цены, другие компании разорились, так как не смогли этого сделать. Оптовые цены доходили до 9000 долл. за МВт-ч, по сравнению с 50 долл. в обычных условиях. Считается, что оптовая цена 9000 долл. удерживалась ERCOT на два дня дольше, чем необходимо, вызвав 16 млрд долл. неоправданных расходов.

## Предыстория
Синхронная сеть Техаса представляет собой обособленную региональную сеть, изолированную от двух основных синхронных сетей Северной Америки — Западной и Восточной. Ей управляет организация-оператор Совет по надёжности электроснабжения Техаса (ERCOT). Обособленность техасской региональной сети позволяет импортировать лишь очень небольшие объемы электроэнергии из соседних штатов. Техас — крупнейший производитель природного газа, где добывается около четверти всего природного газа в США. Штат должен быть в состоянии обеспечивать свои энергетические потребности: в 2019 году около половины добытого в Техасе природного газа тратилось на собственные нужды, а другая половина направлялась на экспорт за пределы штата. Летом почти весь расходуемый в Техасе природный газ использовался для генерации электроэнергии, а зимой также для обогрева домов. При этом около 60% жилых домов в Техасе обогревалось электричеством, а остальные преимущественно природным газом; небольшая часть домохозяйств также использовала пропан. Системы газоснабжения, электроснабжения и водоснабжения в Техасе тесно связаны: ни система газоснабжения, ни водопроводы не функционируют без электричества. Нехватка газа приводит к снижению выработки электроэнергии, снижение подачи электроэнергии — к нарушению подачи газа, а значит, и к дальнейшему снижению выработки электроэнергии.
Ранее в 2011 году Техас уже переживал очень похожий зимний энергетический кризис с масштабными отключениями и большими материальными убытками. С 1 по 5 февраля 2011 года Техас накрыла снежная буря, получившая название «Снежная буря в День сурка». В результате более 75 % территории штата оказалась отключена от электроснабжения. Многие дороги вокруг Хьюстона стали непроходимыми, а в некоторых районах были даны рекомендации кипятить питьевую воду, поскольку были обесточены водоочистные сооружения. Чтобы предотвратить подобные события в будущем, Североамериканская корпорация по надёжности электроснабжения дала несколько рекомендаций по модернизации электрической инфраструктуры Техаса, однако они были проигнорированы из-за высокой стоимости подготовки систем к зимнему режиму. Похожие события происходили в Техасе в декабре 1989 года, после чего администрации штата и ERCOT были даны аналогичные рекомендации, которые также были не были выполнены. 16 августа 2011 года Федеральная комиссия по регулированию энергетики опубликовала 357-страничный отчёт, касающийся отключения электроэнергии в Техасе в феврале 2011 года.
В середине февраля 2021 года по Соединённым Штатам прокатилась серия сильных зимних штормов. Эти погодные аномалии произошли из-за того, что высотное струйное течение из Арктики, проникнув далеко на юг США захватило огромную территорию от штата Вашингтон до Техаса, а затем повернуло обратно на север вдоль Восточного побережья, распространив холодные воздушные массы по всей территории страны и породив множество штормов по пути своего продвижения. Это погодное явление привело к рекордно низким температурам по всему Техасу, причём температуры в Далласе, Остине и Сан-Антонио упали ниже температур в Анкоридже на Аляске.

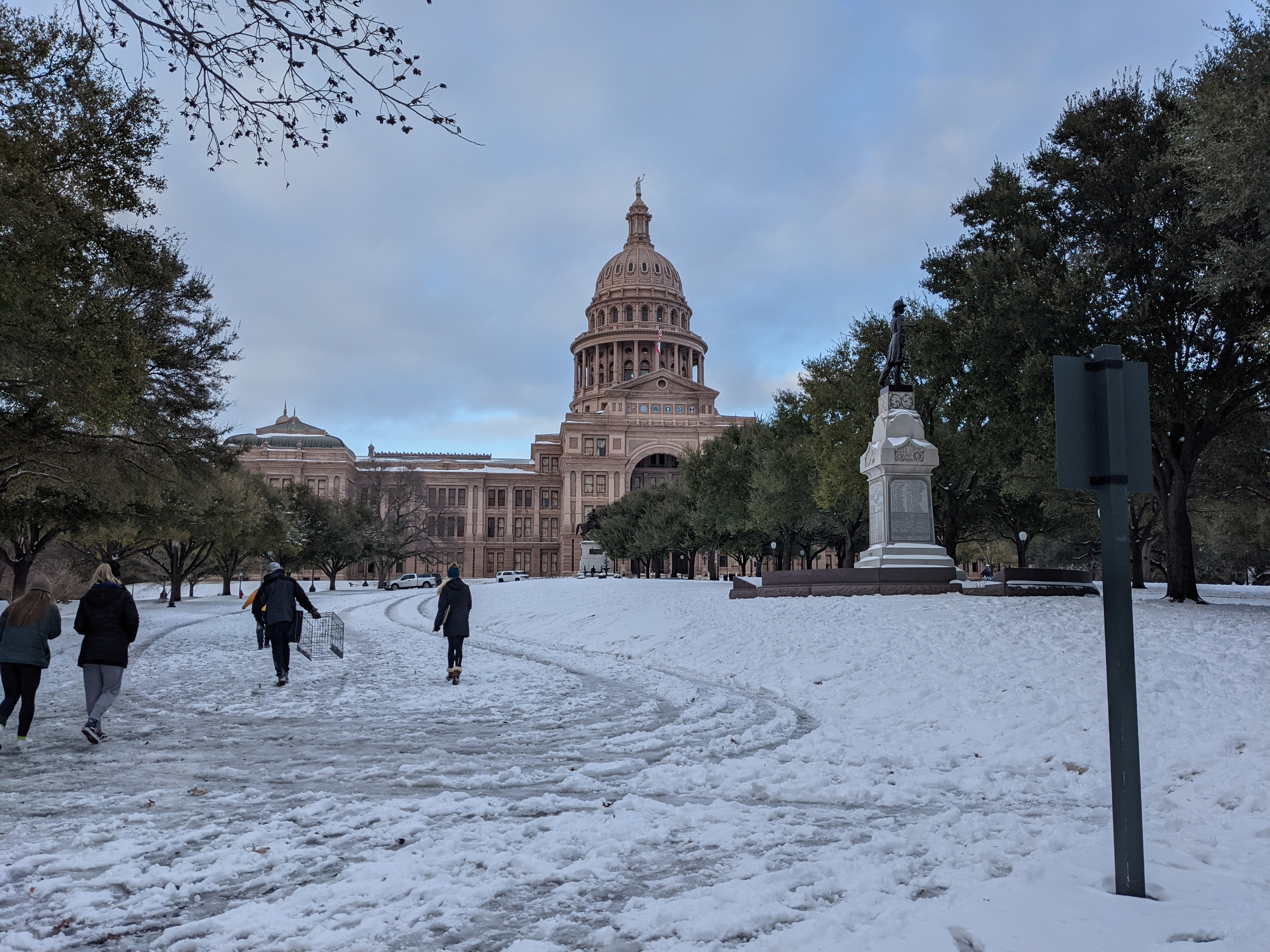
Снежный покров у Капитолия штата Техас 15 февраля 2021 г.

10 февраля к северу от побережья Мексиканского залива возник зимний шторм, обрушивший значительное количество мокрого снега и льда на многие штаты Глубокого Юга и долину Огайо, включая Техас, Джорджию, Луизиану, Арканзас, Теннесси, а также штаты Восточного побережья. Второй шторм возник 13 февраля на Тихоокеанском северо-западе США и постепенно набирая силу стал продвигаться на юг в сторону Техаса. Затем, всё более усиливаясь, он повернул к северо-востоку США и разделился на две части — одна стала смещаться в Квебек, а другая пошла через Атлантический океан. Этот шторм, наряду с различными другими штормами, возникшими в предыдущие две недели, привёл к тому, что более 75 % территории США было покрыто снегом. Шторм стал прямой причиной отключения от электроснабжения почти 10 миллионов человек: 5,2 миллиона в США и 4,7 миллиона в Мексике. Третий зимний шторм 15-20 февраля вызвал ещё 4 миллиона отключений электроэнергии и 29 смертей, из них 23 в США и 6 в Мексике. Всего во время зимних штормов погиб по меньшей мере 151 человек.

## Причины

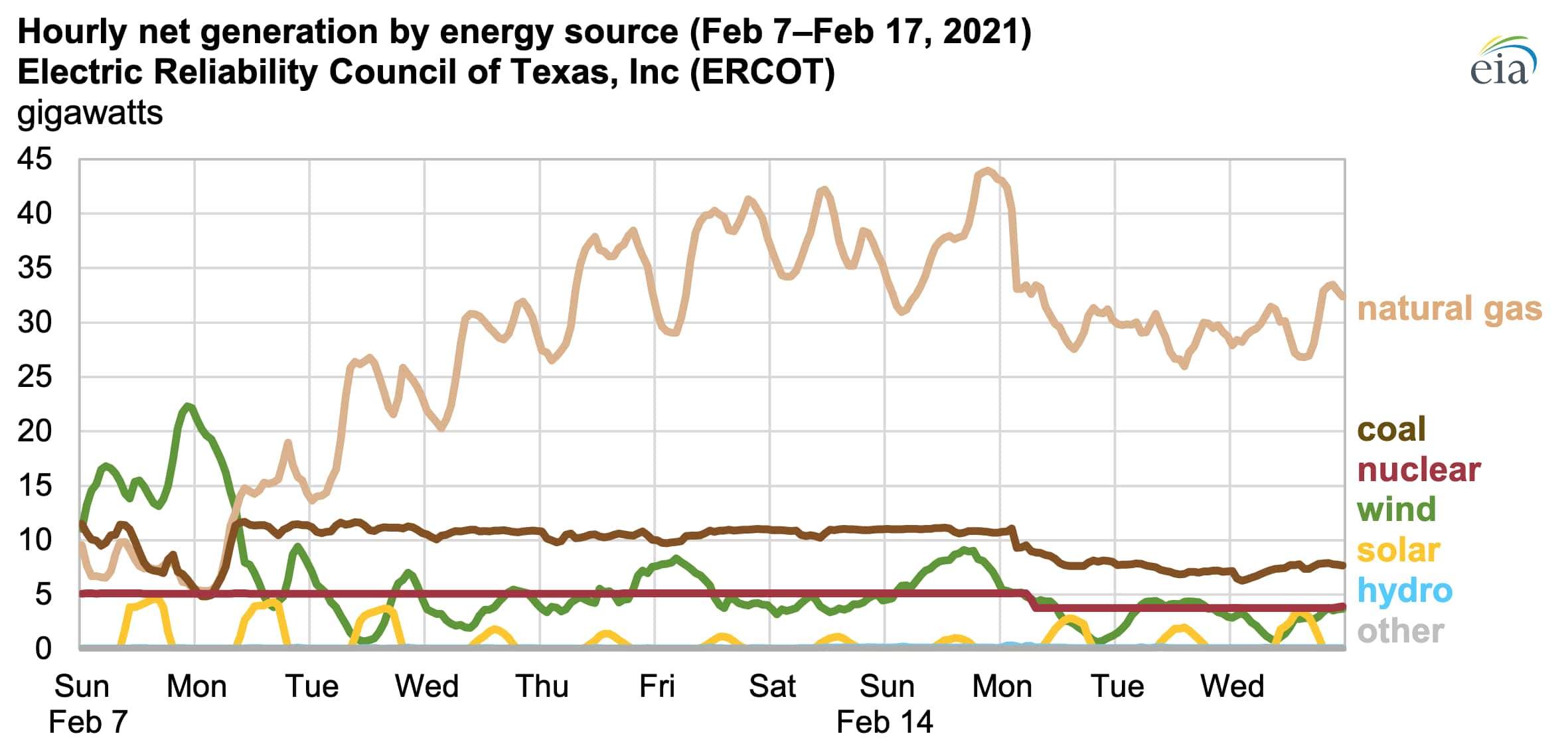
Большая часть дефицита электроэнергии приходилась на газовые электростанции. Снижение генерации угольных, атомных и ветряных электростанций способствовало возникновению дефицита 15 февраля и позже

Зимний шторм вызвал в Техасе аномально низкие температуры. Температурный минимум −19 С, зафиксированный 16 февраля в международном аэропорту Даллас-Форт-Уэрт, стал рекордным в Северном Техасе за последние 72 года. Энергетическое оборудование в Техасе не было подготовлено к зиме, что сделало его уязвимым для продолжительных периодов холодной погоды. Губернатор Техаса Грег Эбботт и некоторые другие политики вначале объявили причиной отключений электроэнергии возобновляемые источники, сославшись на замороженные ветряные турбины в качестве примера их ненадёжности. Однако ветроэнергетика составляет только 23 % от выработки электроэнергии Техасом. Кроме того, электростанции, использующие другие энергоносители, например, природный газ, также выходили из строя из-за обледенения или механических неисправностей. Распространившиеся в сети вирусные фотоснимки вертолёта, удаляющего лёд с ветряной турбины Техаса, на самом деле были сделаны в Швеции в 2015 году. Губернатор Эбботт позже признал, что выходили из строя все источники энергии, не только возобновляемые. Снижение генерации газовых электростанций было в пять раз больше, чем у ветрогенераторов. В результате отключений электричества были частично обесточены компрессоры, прокачивающие газ по трубопроводам к газовым электростанциям, что ещё более усугубило дефицит.
Во время сильной снежной бури в День сурка в 2011 году Техас столкнулся с аналогичными перебоями в подаче электроэнергии из-за замораживания энергетического оборудования, после чего Федеральная комиссия по регулированию энергетики заявила, что необходима дополнительная подготовка энергетической инфраструктуры Техаса к зиме. ERCOT сообщила, что с тех пор некоторые производители внедрили новые зимние технологии, но они вводились на добровольной основе, и осуществлялись не всеми компаниями.
В ноябре 2020 года назначенные губернатором Эбботтом руководители Комиссии по коммунальным предприятиям Техаса разорвали контракт с Texas Reliability Entity, ослабив надзор за энергосистемой. В июле 2020 года было расформировано её подразделение по надзору и правоприменению, в результате чего остались незавершёнными дела, связанные с обеспечением надёжности энергосистем. Хотя это и не является прямой причиной катастрофы, ослабление надзора Комиссии за коммунальными предприятиями, ограниченный бюджет и необоснованные стандарты ограничивали её способность обеспечивать стабильную работу энергопредприятий.

## Влияние
К 17 февраля по крайней мере 21 человек умер от причин, связанных с зимним штормом. К 19 февраля число погибших было как минимум 32 человек, причём их смерть была связана с отравлением угарным газом, автокатастрофами, утоплениями, пожарами в жилых помещениях и переохлаждением. 21 февраля число погибших увеличилось до 70. По состоянию на 6 мая общее число погибших составило 151.

### Перебои в подаче электроэнергии
14 февраля спрос на электроэнергию в Техасе достиг рекордных 69,15 ГВт — на 3,2 ГВт выше предыдущего рекорда, установленного в январе 2018 года. 15 февраля в 01:25 Совет по надёжности электроснабжения Техаса (ERCOT) начал проводить веерные отключения. Эти меры позволили избежать перегрузки энергосистемы, которая могла бы вызвать возгорание оборудования и выход из строя линий электропередач, усугубив и без того сложное положение.
На пике отключений более 5 млн человек в Техасе остались без электричества, некоторые более чем на 3 дня. Отключения непропорционально сильно ощущались в районах проживания малообеспеченных граждан и этнических меньшинств.
В период отключений оптовые цены на электроэнергию достигли «системного предела» 9000 долл. за МВт-ч, в 180 раз превысив тарифы для обычных условий (50 долл. за МВТ-ч). Потребители с тарифными планами, основанными на оптовых ценах, получили счета за энергию, в десятки раз превышавшие обычные суммы. Некоторые клиенты компании Griddy, подписавшиеся на оптовые планы с плавающей ставкой, разрешённые дерегулированным рынком электроэнергии Техаса, получили счета на сумму более 5000 долларов за пять дней обслуживания. Оптовые цены оставались на уровне 9000 долларов в течение примерно четырёх дней, что является пределом, установленным Советом по надёжности электроснабжения Техаса.

### Нехватка еды и воды
Из-за замерзания и прорыва труб было нарушено водоснабжение более 12 млн человек. Более 200 тыс. человек в Техасе находились в районах, где системы водоснабжения полностью не функционировали. 17 февраля жителей Остина попросили не открывать их краны, несмотря на риск замерзания труб, поскольку спрос на воду в городе более чем в 2,5 раза превышал объём, поставленный в предыдущий день. По словам директора по водным ресурсам Остина Грега Месароса, к 18 февраля город потерял более 1,23 млн кубометров воды из-за прорыва труб. Почти 12 миллионам человек рекомендовали кипятить водопроводную воду перед употреблением из-за низкого давления воды в водопроводной сети.
Было замечено, что люди собирают воду с набережной реки Сан-Антонио с помощью мусорных баков.
Из-за неблагоприятных погодных условий и обширных отключений электроэнергии большинство магазинов по всему штату не могли справиться с возросшим спросом на продукты питания и другие товары. Многие продуктовые магазины были вынуждены закрыться из-за отсутствия электричества, а в тех, что оставались открытыми, полностью закончились основные продукты, такие как хлеб, молоко и яйца. Официальные лица также предупредили, что дефицит может быть долгосрочным, заявив, что 60 % урожая грейпфрутов в регионе и 100 % урожая апельсинов были потеряны из-за холодной погоды.

### Инфраструктура

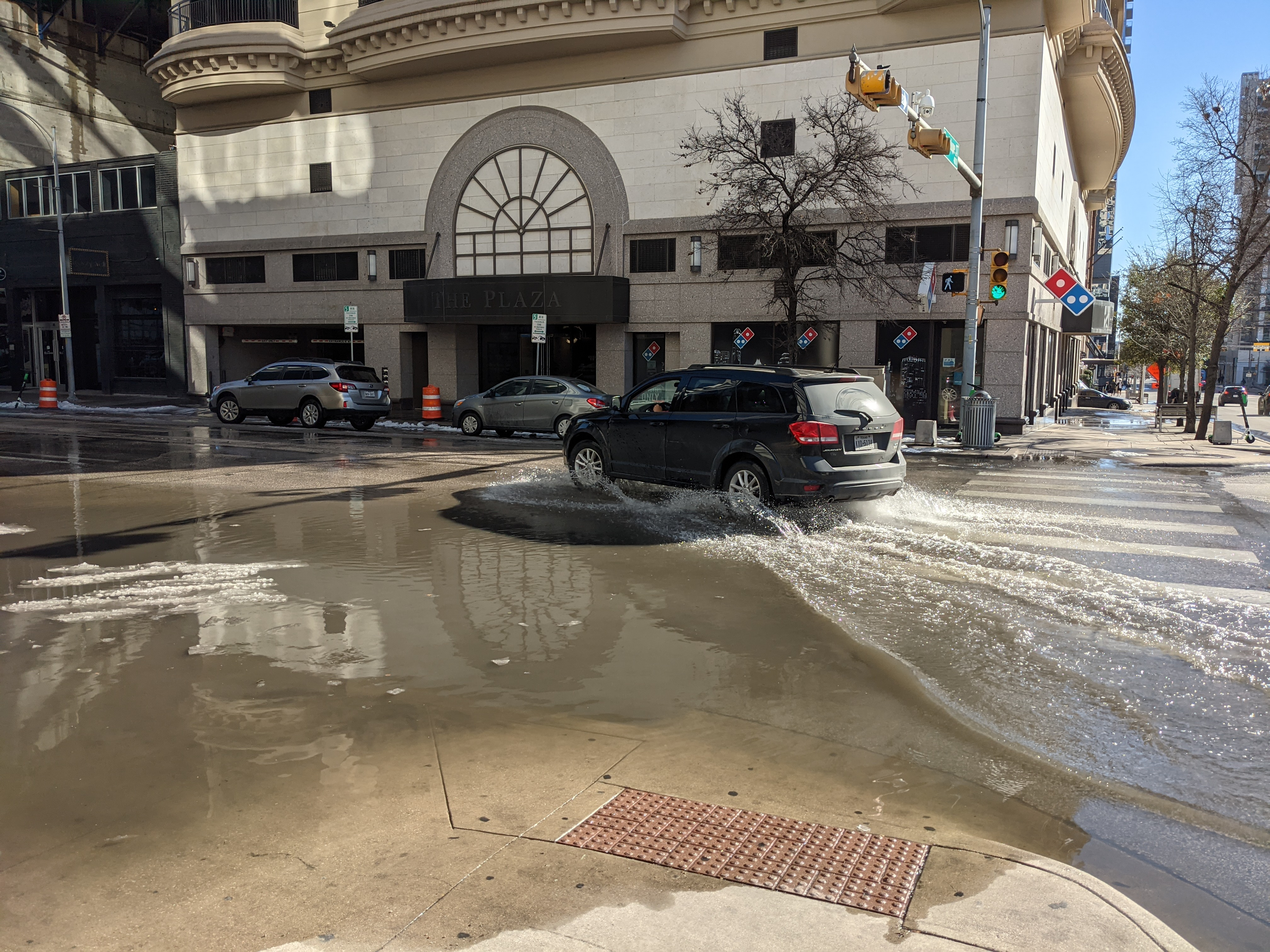
Перекрёсток в Остине, затопленный из-за прорыва водопровода

Из-за холодной погоды вышли из строя многие пожарные гидранты. Известен случай, когда пожарные в районе Сан-Антонио вынуждены были воспользоваться автоцистернами для доставки 10 кубометров воды к месту пожара, поскольку гидрант оказался непригоден для использования.
Сантехника в домах по всему штату лопнула из-за замерзания. Строения были повреждены водой, а улицы затоплены.

### Последствия для окружающей среды
Сообщалось о значительных выбросах загрязняющих веществ из-за нарушения инфраструктуры химических заводов и заводов по переработке топлива. Выбросы включали одну тонну канцерогенного бензола, две тонны диоксида серы, 12 тонн природного газа и 34 тонны окиси углерода.

### Проблемы со здоровьем

#### Отравление угарным газом
Сочетание отрицательных температур с отсутствием электричества привело к тому, что люди стали прибегать к опасным способам обогрева своих домов. Смертельные случаи, вызванные штормом, включают случаи отравления угарным газом при управлении автомобилями или обогреве помещений автономными генераторами. Зарегистрировано не менее 300 случаев отравления угарным газом.

#### Проблемы, связанные с COVID-19
Меры по борьбе с пандемией COVID-19 были затруднены из-за отключения электроэнергии. Во многих медицинских учреждениях отсутствовало водоснабжение и электричество, оборудование могло работать только от автономных электрогенераторов. Поставки вакцин задерживались, и учреждениям, которые не могли хранить вакцины должным образом, было предложено передать вакцины тем, кто мог. В большинстве случаев вакцинация откладывалась, потому что было опасно передвигаться по городу. Было потеряно около 1000 доз вакцин.

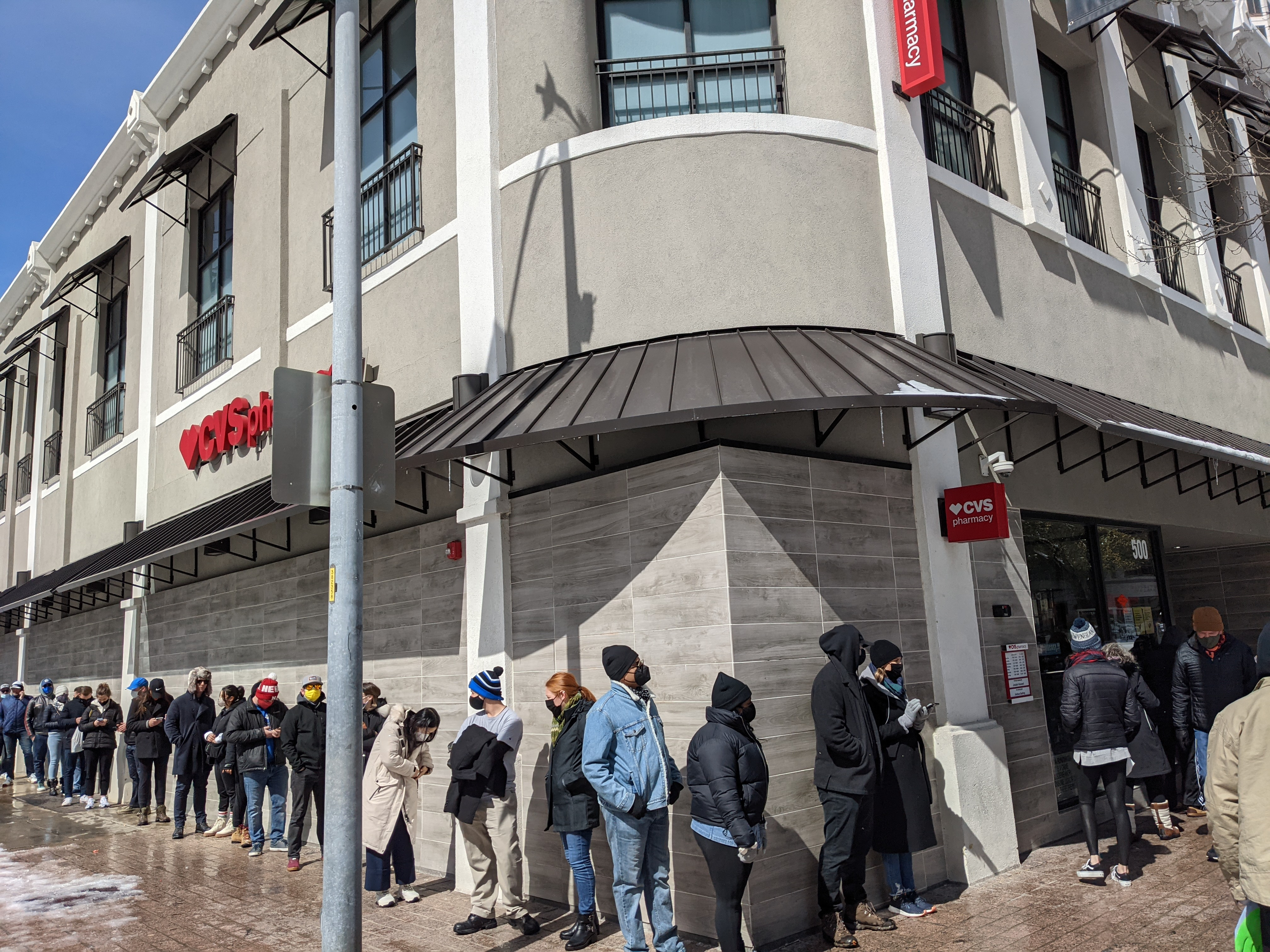
Очередь у входа в аптеку Техаса 16 февраля 2021 года

#### Переохлаждение
Из-за продолжающихся отключений электроэнергии температура во многих домах упала до отрицательных величин. Низкие температуры стали причиной смерти жителей штата, включая 11-летнего мальчика и 75-летнего ветерана. Животные также подвергались риску из-за низких температур: приюты для животных и ветеринарные клиники выявляли рост случаев гипотермии у животных.

## Расследования
16 февраля 2021 года губернатор Грег Эбботт заявил, что реформа ERCOT является экстренным приоритетом для законодательного собрания штата, и для определения долгосрочных решений будет проведено тщательное расследование.
В марте 2021 года Конгресс начал расследование энергетического кризиса, запросив документы, касающиеся готовности к зимней погоде, у управляющего электросетью Техаса и ERCOT.

## Судебные иски
19 февраля в округе Нуэсес был подан иск, в котором выдвигались обвинения против ERCOT, и утверждалось, что неоднократные предупреждения о слабых местах в электроэнергетической инфраструктуре штата были проигнорированы. В иске также упоминалась коммунальная компания American Electric Power. Дополнительный иск против ERCOT был подан в округе Форт-Бенд. Компания выдвигала претензии на суверенный иммунитет в судебных делах — правовой принцип, который защищает некоторые государственные учреждения от судебных исков, если деньги, потраченные на оплату юридических услуг, нарушат работу «ключевых государственных служб». Эта защита использовалась ERCOT в других судебных делах и была поддержана судами.
Коллективный иск был подан против техасского продавца электроэнергии Griddy по поводу завышение цен жителям округа Чемберс, которые получили счета за электроэнергию в размере 9000 долл. за неделю урагана по сравнению со средним счётом в 200 долларов.

## Реакция

### Официальная реакция

#### Штат
12 февраля губернатор опубликовал заявление о стихийном бедствии, в котором он мобилизовал различные департаменты, включая военный департамент Техаса, для расчистки снега и оказания помощи попавшим в беду автомобилистам. 13 февраля, по мере того, как ситуация ухудшалась, губернатор Эбботт подал запрос на объявление Федерального чрезвычайного положения, одобренный президентом Байденом 14 февраля.
Стремясь уменьшить дефицит энергии, губернатор приказал производителям природного газа не экспортировать газ за пределы штата и вместо этого продавать его в Техасе. Он даже призвал к отставке лидеров ERCOT.
Бывший член Палаты представителей Бето О’Рурк запустил виртуальный телефонный банк, чтобы связаться с более чем 780 000 пожилых людей по всему штату.
Мэр Колорадо-Сити Тим Бойд выступил с заявлением, что жители штата сами должны были готовиться к экстремальным погодным условиям. Наибольший резонанс вызвала его реплика «Сильный выживет, слабый погибнет». В результате резко негативной реакции граждан на это выступление Бойд вынужден был уйти в отставку.
Сенатор Тед Круз столкнулся с серьёзной критикой после того, как он во время кризиса уехал на отдых в Канкун, Мексика, что было расценено как попытка отстраниться от кризисной ситуации. Позже в тот же день он вернулся в Техас, признав, что отпуск был ошибкой. 22 февраля Круз опубликовал в Твиттере новость о повышении тарифов на электроэнергию в Техасе, призвав «государственные и местные регулирующие органы незамедлительно принять меры, чтобы предотвратить эту несправедливость». Это было расценено как лицемерие, потому что Круз был ярым сторонником дерегулирования техасских электросетей, что послужило одной из основных причин, приведших к массовому отключению электроэнергии.

#### Федеральный уровень

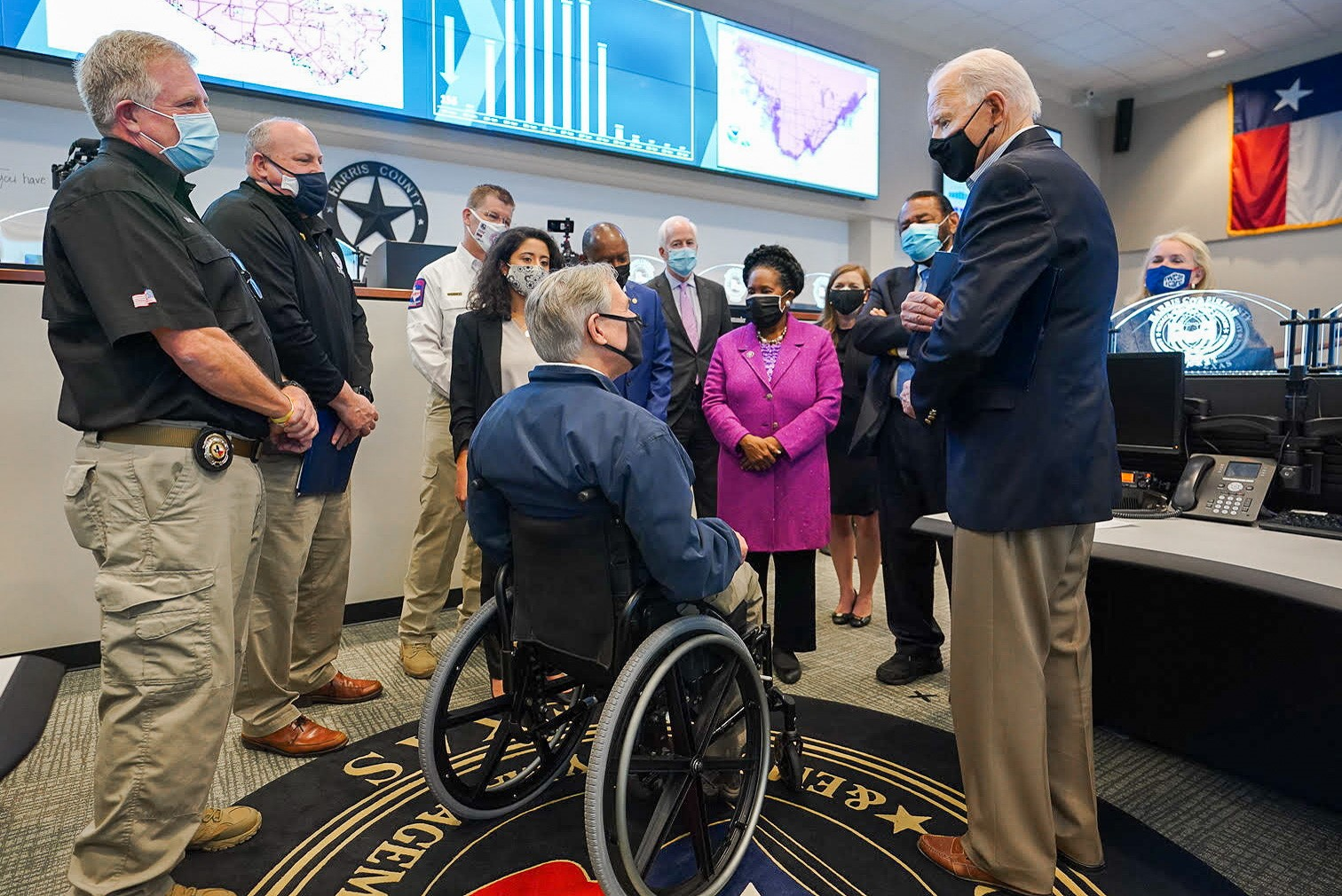
Президент Джо Байден посещает Центр чрезвычайных операций округа Харрис в Хьюстоне после кризиса, 25 февраля 2021 г.

14 февраля президент Байден объявил, что в штате Техас возникла чрезвычайная ситуация, разрешив Министерству внутренней безопасности и Федеральному агентству по чрезвычайным ситуациям (FEMA) оказывать экстренную помощь на всей территории Техаса. FEMA отправило в штат 60 генераторов, а также воду и одеяла.

### Общественная реакция
Местные церкви и другие общественные организации открыли станции обогрева и объявили сбор пожертвований в помощь пострадавшим. Несколько местных групп взаимопомощи организовали доставку и распределение припасов, особенно в сильно пострадавшие районы Хьюстона и Остина. Такие знаменитости, как Бейонсе и Риз Уизерспун сделали пожертвования лично и попросили помощи у своих подписчиков в социальных сетях, чтобы привлечь внимание и повысить осведомлённость общественности о ситуации в Техасе.
Конгрессмен Александрия Окасио-Кортес организовала сбор средств для обеспечения пострадавших техасцев едой, водой и жильём, собрав 2 миллиона долларов в первый же день. Затем она в числе других волонтёров выехала в Хьюстон. Вместе с другими демократами она совершила поездку по пострадавшим районам, а также по распределительным центрам и пунктам доставки. В итоге она собрала 4,7 миллиона долларов.

## Последствия

### ERCOT
Пять неаффилированных членов ERCOT подали в отставку из-за сбоев в электроснабжении. Все пятеро жили за пределами штата, а один — в Канаде.
Совет директоров ERCOT проголосовал за увольнение её генерального директора Билла Мэгнесса, который отказался от выходного пособия в размере 800 тысяч долларов.

### Комиссия по коммунальным предприятиям
1 марта ДеАнн Т. Уокер, председатель Комиссии по коммунальным предприятиям (PUC), техасского агентства, отвечающего за надзор над ERCOT и электросетью штата, подала в отставку после недели жёстких допросов законодателей Техаса во время слушаний по поводу кризиса. Губернатор Грег Эбботт, первоначально назначивший Уокер, выдвинул на освободившийся пост комиссара PUC Артура Д’Андреа. В середине марта стал достоянием гласности 48-минутный телефонный разговор, произошедший 9 марта 2021 года, в котором Д’Андреа заверил инвесторов коммунальных предприятий в том, что он защитит их прибыли. Через два часа после утечки, Д’Андреа ушёл со своего поста. Речь шла о предполагаемых перерасходах в размере 16 миллиардов долларов, которые возникли в результате того, что ERCOT поддерживала цену на электроэнергию на уровне 9000 долларов за мегаватт-час в течение почти двух дней 18 и 19 февраля, когда широкомасштабные отключения электроэнергии уже закончились. Энергетические компании выиграли от завышенных цен, но многие розничные компании и организации, которые покупают произведённую электроэнергию для продажи напрямую потребителям, обанкротились.

### Законодательство
В марте 2021 года законодательный орган штата Техас представил пакет законопроектов, в которых будут приняты меры по предотвращению отключения электроэнергии при экстремальных температурах в будущем. Законопроект № 11, определяющий экстремальные погодные условия, служит ориентиром для регулирующих органов и промышленности. Законопроект 14 палаты представителей создаст Техасский комитет по безопасности и картированию цепочки поставок для определения приоритетных потребностей в энергии во время экстремальных погодных условий.

## Дальнейшее чтение
- Report on Outages and Curtailments during the Southwest Cold Weather Event of February 1-5, 2011 - Causes and Recommendations. Federal Energy Regulatory Commission (август 2011). 357 pages.